# 27 janvier 1980
Le dimanche 27 janvier 1980 est le 27e jour de l'année 1980.

## Naissances
- André Luiz Silva, joueur de football brésilien
- Andreas Tölzer, judoka allemand
- Anthelme Hauchecorne, auteur français de romans et de nouvelles fantastiques
- Colin Shields, joueur de hockey sur glace britannique
- Eva Padberg, actrice allemande
- Jiří Welsch, joueur de basket-ball tchèque
- Marat Safin, joueur de tennis russe
- Mauricio Escalona, joueur de football néerlandais
- Nono Lubanzadio, joueur de football congolais
- Réda Ârâr, joueur de football algérien
- Sarah Lafleur, actrice canadienne
- Wang Yaping, astronaute chinoise

## Décès
- Hans Aeschbacher (né le 18 janvier 1906), peintre suisse
- Helga Pedersen (née le 24 juin 1911), magistrate et femme politique danoise
- Jean Thiry (né le 10 août 1899), écrivain français
- Peppino De Filippo (né le 24 août 1903), acteur italien
- Rudolf-Christoph von Gersdorff (né le 27 mars 1905), général allemand
- Stratís Tsírkas (né le 23 juillet 1911), écrivain grec

## Événements
- Début des événements de Gafsa
- Fin des championnats d'Europe de patinage artistique 1980
- Fin des championnats du monde de cyclo-cross 1980
- Début de la série télévisée Galactica 1980
- Grand Prix automobile du Brésil 1980
- Début de la série télévisée Timide et sans complexe
- Fin du Tournoi de tennis de Chicago 1980
- Fondation de la Kuwait Petroleum Corporation